# Lagrand

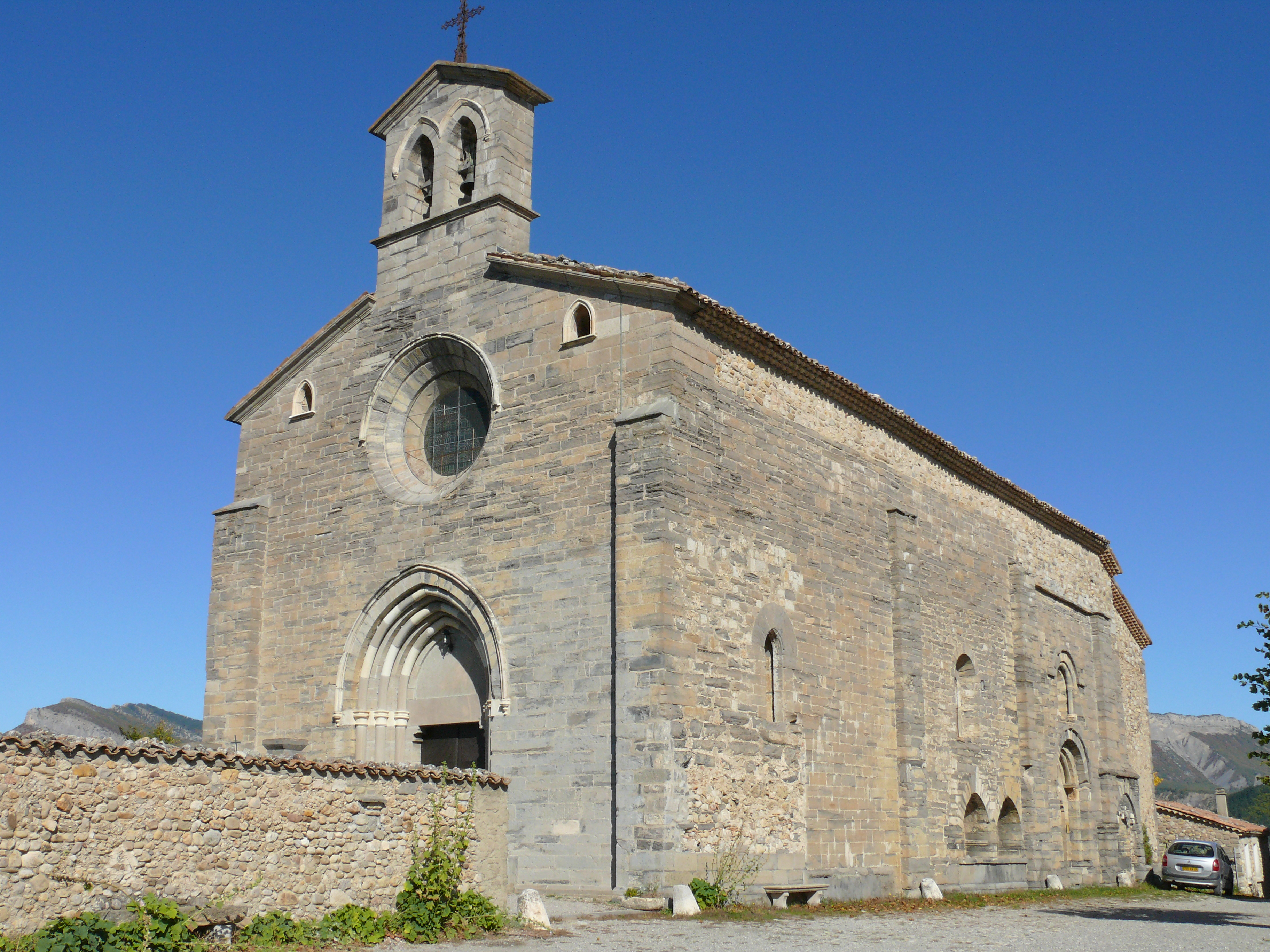
Kyrkan

Lagrand är en kommun i departementet Hautes-Alpes i regionen Provence-Alpes-Côte d'Azur i sydöstra Frankrike. Kommunen ligger  i kantonen Orpierre som ligger i arrondissementet Gap. År 2018 hade Lagrand 236 invånare.

## Befolkningsutveckling
Antalet invånare i kommunen Lagrand
Referens:INSEE